# Harald Schjelderup
Harald Krabbe Schjelderup, född 21 maj 1895 i Tvedestrand, död 18 augusti 1974 i Oslo, var en norsk filosof och psykolog.

## Biografi
Schjelderup var son till biskopen i Kristiansands stift Kristian Vilhelm Koren Schjelderup den äldre och Henriette Nikoline Hassel. Han var bror till den senare biskopen i Hamar Kristian Schjelderup. År 1912 tog han studentexamen vid Kristiansands domkyrkoskola. Sedan började han studera teologi, men övergick senare till naturvetenskapliga studier, och blev assistent till professor Lars Vegard. Tillsammans med honom publicerade han artiklar om kristallanalys av atomstrukturer. Samtidigt studerade han filosofi och fick Monrads guldmedalj för avhandlingen "Huvuddragen i filosofins utveckling från mitten av 1800-talet till vår tid." År 1917, endast 21 år gammal, blev han forskarassistent i filosofi och reste till Köpenhamn, där han studerade under professor Alfred Lehmann.
Tillsammans med sin bror utbildade Schjelderup sig under 1920- och 1930-talen till psykoanalytiker under Eduard Hitschmann i Wien och Oskar Pfister i Zürich.  År 1922 blev han professor i filosofi vid universitetet i Oslo, vilken dock 1928 ändrades till en  professur till psykologi. Under andra världskriget var han en framstående motståndskämpe och blev arresterad 1943 och satt i koncentrationsläger fram till 1945.
Schjelderup blev en nyckelperson för införandet av psykoanalysen i Norge. År 1934 var han med och grundade norska Psykologiföreningen och norska Psykoanalytiska föreningen.  På 1950-talet utförde han en studie av de långsiktiga effekterna av psykoterapi, den kanske första i sitt slag.
Schjelderup försökte förena de naturvetenskapliga områdena inom psykologin med psykoanalysen. Detta gjorde honom till en kontroversiell person i medicinska och psykologiska kretsar. Mest anmärkningsvärd var kanske hans konflikt med läkaren Gabriel Langfeldt.
Schjelderup var även intresserad av bland annat religionspsykologi och parapsykologi ur ett psykoanalytiskt perspektiv, och han skrev uppsatser i dessa ämnen. Han skrev också förordet till Anna Elisabeth Westerlunds bok Synsk (1968).